# Lullin
Lullin est une commune française située dans le département de la Haute-Savoie, en région Auvergne-Rhône-Alpes.

## Géographie
Lullin se trouve dans une vallée d'origine glaciaire de 3 km de large sur une dizaine de long. La dynamique des glaciers explique les moraines qui tapissent les flancs de la vallée. Certaines de ces roches granitiques ont été utilisées pour réaliser des grands bassins publics et certains oratoires.
Le chef-lieu est à 850 mètres d'altitude.
La vallée creusée par la Follaz, une rivière torrentueuse née sur les pentes de la montagne d’Hirmentaz et qui parcourt quelque 7 km avant de se jeter dans le Brevon à hauteur de Vailly qui rejoint à son tour la Dranse qui se jette dans le Léman.
On accède depuis la vallée par le col de Terramont ou le col des Arces à la vallée Verte, et par le col du Feu vers les collines du Léman.

### Situation

#### Localisation
Lullin a pour communes limitrophes Habère-Poche, Bellevaux, Draillant, Orcier et Vailly.

## Urbanisme

### Typologie
Au 1er janvier 2024, Lullin est catégorisée commune rurale à habitat dispersé, selon la nouvelle grille communale de densité à sept niveaux définie par l'Insee en 2022.
Elle est située hors unité urbaine. Par ailleurs la commune fait partie de l'aire d'attraction de Genève - Annemasse (partie française), dont elle est une commune de la couronne,. Cette aire, qui regroupe 158 communes, est catégorisée dans les aires de 700 000 habitants ou plus (hors Paris),.

### Occupation des sols
L'occupation des sols de la commune, telle qu'elle ressort de la base de données européenne d’occupation biophysique des sols Corine Land Cover (CLC), est marquée par l'importance des forêts et milieux semi-naturels (61 % en 2018), en diminution par rapport à 1990 (63,1 %). La répartition détaillée en 2018 est la suivante : 
forêts (57,9 %), zones agricoles hétérogènes (23 %), prairies (12,4 %), zones urbanisées (3,6 %), milieux à végétation arbustive et/ou herbacée (3,1 %).
L'IGN met par ailleurs à disposition un outil en ligne permettant de comparer l’évolution dans le temps de l’occupation des sols de la commune (ou de territoires à des échelles différentes). Plusieurs époques sont accessibles sous forme de cartes ou photos aériennes : la carte de Cassini (XVIIIe siècle), la carte d'état-major (1820-1866) et la période actuelle (1950 à aujourd'hui).

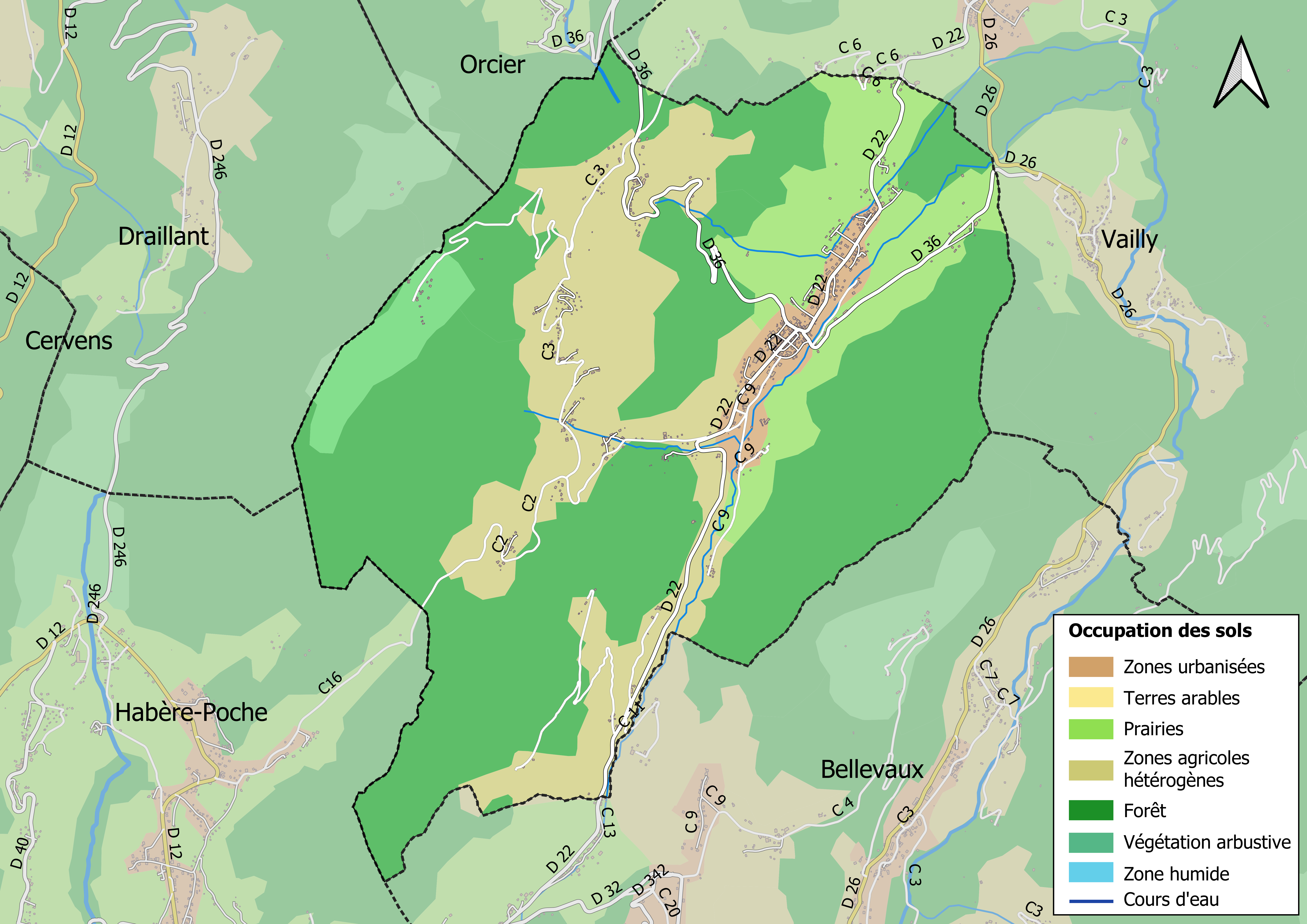
Carte des infrastructures et de l'occupation des sols en 2018 (CLC) de la commune.
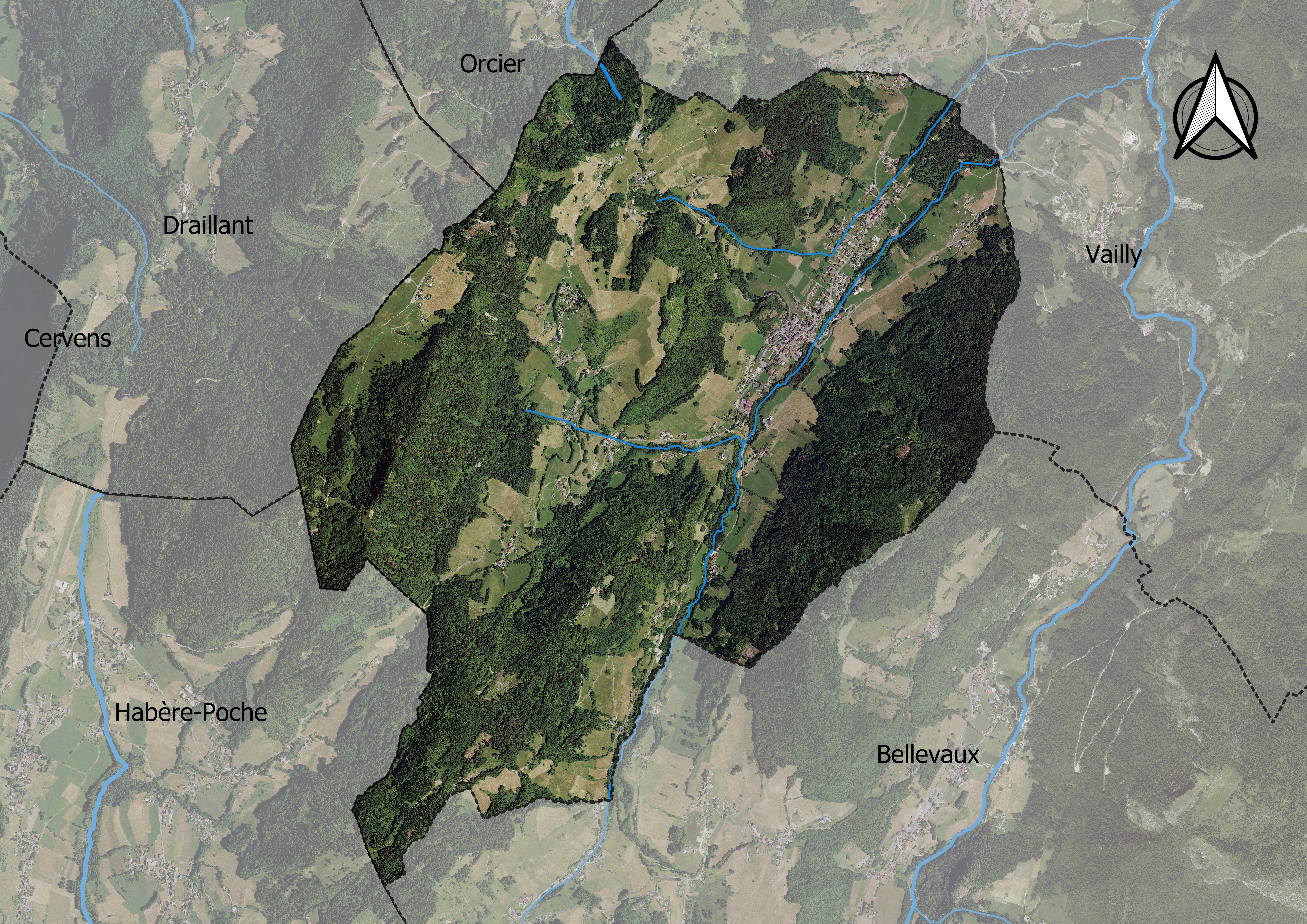
Carte orthophotogrammétrique de la commune.

## Toponymie
Lullin pourrait dériver de « Lolianum », nom d'un dignitaire romain, cependant, les premières inscriptions du nom de Lullin n'apparaissent que vers l'an 1100 sur deux documents faisant mention de l'église Saint-Oyen-de-Lullin et de la « villa de Lulins ». Ernest Nègre y voit un nom de personne germanique Ludelin.
Le village s'appelait Saint-Oyen-de-Lullin (lat. : Lullinum S. Eugendi).
En francoprovençal, le nom de la commune s'écrit Lyin (graphie de Conflans) ou Lelyin (ORB).

## Histoire
Au carrefour de nombreuses routes, Lullin fut toujours un lieu de passage ce qui lui a valu, au XIVe siècle d'être une position stratégique importante.
Les traces les plus anciennes qui témoignent d'une présence humaine sur le territoire de Lullin remontent à l'âge du bronze. Divers instruments, des outils et des morceaux de métal trouvés sont datés de 1200 à 800 av. J.-C.
Le Dictionnaire du duché de Savoie (1840) indique que la commune dispose peu avant l'Annexion de 1860 appartient au mandement de Thonon. L'article donne un inventaire des productions agricoles (grains, bois, pâturages), et notamment de l'eau-de-cerise. Il y a à cette période une mine de marbre noir qui est exploitée.

## Politique et administration

### Situation administrative
Lullin appartient au canton de Thonon-les-Bains, qui compte selon le redécoupage cantonal de 2014 12 communes. Avant ce redécoupage, elle appartenait au canton de Thonon-les-Bains-Est, créé en 1995 des suites de la scission de l'ancien canton de Thonon-les-Bains.
Elle forme avec quinze autres communes la communauté de communes du Haut-Chablais (CCHC).
Lullin relève de l'arrondissement de Thonon-les-Bains et de la cinquième circonscription de la Haute-Savoie, dont le député est Marc Francina (UMP) depuis les élections de 2012.

### Administration municipale
Voici ci-dessous le partage des sièges au sein du conseil municipal de Lullin :

### Liste des maires
Liste de l'ensemble des maires qui se sont succédé à la mairie de Lullin :

### Instances judiciaires et administratives
- La gendarmerie (fermée)
- La poste.

## Population et société
Ses habitants sont appelés les Lullinoises et les Lullinois.

### Démographie
L'évolution du nombre d'habitants est connue à travers les recensements de la population effectués dans la commune depuis 1793. Pour les communes de moins de 10 000 habitants, une enquête de recensement portant sur toute la population est réalisée tous les cinq ans, les populations de référence des années intermédiaires étant quant à elles estimées par interpolation ou extrapolation. Pour la commune, le premier recensement exhaustif entrant dans le cadre du nouveau dispositif a été réalisé en 2005.

En 2022, la commune comptait 799 habitants, en évolution de −0,87 % par rapport à 2016 (Haute-Savoie : +6,01 %, France hors Mayotte : +2,11 %).
| 1793  | 1800 | 1806 | 1822 | 1838  | 1848  | 1858  | 1861  | 1866  |
| ----- | ---- | ---- | ---- | ----- | ----- | ----- | ----- | ----- |
| 1 230 | 489  | 506  | 763  | 1 002 | 1 126 | 1 055 | 1 098 | 1 094 |

| 1872  | 1876  | 1881  | 1886  | 1891  | 1896  | 1901  | 1906  | 1911 |
| ----- | ----- | ----- | ----- | ----- | ----- | ----- | ----- | ---- |
| 1 059 | 1 080 | 1 061 | 1 135 | 1 109 | 1 161 | 1 087 | 1 056 | 921  |

| 1921 | 1926 | 1931 | 1936 | 1946 | 1954 | 1962 | 1968 | 1975 |
| ---- | ---- | ---- | ---- | ---- | ---- | ---- | ---- | ---- |
| 752  | 715  | 666  | 644  | 579  | 557  | 514  | 510  | 515  |

| 1982 | 1990 | 1999 | 2005 | 2006 | 2010 | 2015 | 2020 | 2022 |
| ---- | ---- | ---- | ---- | ---- | ---- | ---- | ---- | ---- |
| 469  | 549  | 604  | 733  | 743  | 837  | 818  | 804  | 799  |

### Enseignement

#### Établissements éducatifs
Lullin relève de l'académie de Grenoble. Celle-ci évolue sous la supervision de l'inspection départementale de l'Éducation nationale.

### Santé
- Docteur Riegel ;
- Ambulance lullinoise ;
- Cabinet d'infirmière ;
- Cabinet de kinésithérapeute ;
- Pharmacie.

### Sports
Lullin possède un stade de neige comprenant une piste d'un kilomètre et un téléski au Col du Feu.Le ski club du village, affilié à la Fédération française de ski, y accueille les enfants dès l'âge de 4 ans. Ce dernier a de grand projet pour le ski dans la vallée avec une possible fusion avec le ski club de Bellevaux.
Mais elle sera seulement possible si Claude Morel, ancien chef d’entreprise des cuisines  portant son nom ne demande pas 1000€ à l’association.

### Médias
- Télévision locale : TV8 Mont-Blanc et Habère-Lullin TV, chaine de la ville créée bénévolement.

## Économie
- Huit à huit ;
- Bricojardin ;
- Tendance& Déco.

## Culture et patrimoine

### Patrimoine architectural
- Château de Lullin
- Château de Montforchier
- Église Saint-Jean-Baptiste de Lullin.
- Statue de Saint François de Sales du Mont-Forchat. La statue a été créée en 1898 à l'occasion du tricentenaire de la conversion du Chablais au catholiscisme.

### Personnalités liées à la commune
- Seigneurs de Genève-Lullin
- Vincent Delavouet (1867?-), colporteur, chercheur d'or[17]
- Joseph Piccot (1899-1980), professeur de chimie et de physique, patoisant[18]
- Jean Michel Jarre y passa ses vacances pendant sa jeunesse, il jouait à taper des seaux pour faire de la musique, les gens du village l'entendaient, Son grand-père y vécut.

### Héraldique
| Armes de Lullin | Les armes de Lullin se blasonnent ainsi : De gueules au château d'argent hersé de sable, soutenu par un croissant aussi d'argent. |